# فرد كومر
فرد كومر (بالإنجليزية: Fred Comer) هو مهندس أمريكي، ولد في 19 فبراير 1893، وتوفي في 12 أكتوبر 1928.

## روابط خارجية
- فرد كومر على موقع DriverDB.com (الإنجليزية)